# 遊樂場少女的異文化交流
《遊樂場少女的異文化交流》是由安原宏和創作的日本漫畫作品。原本是作者在Twitter和pixiv發表的作品，2020年5月開始在漫畫平台連載。故事主要描述在遊戲中心打工的主角草壁蓮司與因緣際會遇到的英國少女莉莉成為交換日記的夥伴後的故事。改編電視動畫於2025年7月開始播放。

## 登場角色
莉莉·貝卡（Lily Baker，配音：天城莎莉（電視動畫）／東山奈央（有聲漫畫、PV））
從英國移居日本的13歲少女。
草壁蓮司（配音：千葉翔也／河西健吾（有聲漫畫））
在遊戲中心打工的18歲青年。
草壁葵衣（配音：小山內怜央）
草壁蓮司的妹妹。原本對遊戲不太感興趣，但和莉莉成為朋友後，開始對遊戲產生了興趣。
加賀花梨（配音：結川麻希）
夢想成為職業玩家的14歲少女。擅長競技遊戲。與莉莉等人就讀同一間學校。
桂木螢（配音：石原夏織）
莉莉就讀班級的班長。會留意常去遊戲中心的同學。
望月桃子（配音：茅野愛衣）
與蓮司就讀同一間學校的少女。擅長打地鼠，因為曾在父親經營的劍道場接受訓練。
雪莉·貝卡（Sheryl Baker，配音：田中真奈美／远野光（有聲漫畫））
莉莉的母親，一位賢淑的家庭主婦。
奥利弗·貝卡（Oliver Baker，配音：利根健太朗）
莉莉的父親，一位平日習慣戴墨鏡的硬漢，个性刀子嘴豆腐心，對莉莉百般遷就與寵愛，但對深受莉莉喜愛的蓮司態度嚴厲。

## 出版書籍
| 冊數 | KADOKAWA      | KADOKAWA               | 東立出版社   | 東立出版社             |
| 冊數 | 發售日期      | ISBN                   | 發售日期     | ISBN                   |
| ---- | ------------- | ---------------------- | ------------ | ---------------------- |
| 1    | 2020年12月9日 | ISBN 978-4-04-073904-5 | 2025年5月9日 | ISBN 978-626-02-2901-6 |
| 2    | 2021年7月9日  | ISBN 978-4-04-074166-6 |              |                        |
| 3    | 2021年12月9日 | ISBN 978-4-04-074341-7 |              |                        |
| 4    | 2022年7月8日  | ISBN 978-4-04-074592-3 |              |                        |
| 5    | 2022年12月9日 | ISBN 978-4-04-074781-1 |              |                        |
| 6    | 2023年7月7日  | ISBN 978-4-04-075049-1 |              |                        |
| 7    | 2023年12月8日 | ISBN 978-4-04-075234-1 |              |                        |
| 8    | 2024年7月9日  | ISBN 978-4-04-075520-5 |              |                        |
| 9    | 2024年12月9日 | ISBN 978-4-04-075704-9 |              |                        |
| 10   | 2025年7月9日  | ISBN 978-4-04-075997-5 |              |                        |

## 電視動畫
改編電視動畫的消息於2024年宣布。預定於2025年7月起由AT-X、東京都會電視台、SUN電視台、KBS京都、BS朝日陸續播放改編電視動畫。片頭曲、片尾曲分別為田口康裕作詞、作曲、編曲，莉莉·貝卡（天城莎莉）和草壁葵衣（小山内怜央）演唱的和t+pazolite作詞、作曲、編曲，莉莉·貝卡（天城莎莉）演唱的Amusing Flavor。

### 劇集列表
| 集數 | 標題                    | 編劇     | 分鏡     | 演出               | 作畫監督                                 | 總作畫監督         | 首播日期      |
| ---- | ----------------------- | -------- | -------- | ------------------ | ---------------------------------------- | ------------------ | ------------- |
| 1    | 男孩邂逅了遊戲女孩      | 山田靖智 | 菊池聰延 | 菊池聰延           | 森川侑紀、                               | 岡野力也           | 2025年7月6日  |
| 2    | 如果推不動 就試試用拉的 | 山田靖智 | 花岡佑大 | 花岡佑大           | 藤田、古賀誠、代見裕美                   | 藤田               | 2025年7月13日 |
| 3    | 你的哥哥不在嗎          | 赤卷     | 渡邊     | Lim Chae Gil       | Lee Jeong Pil、Oh Doo Young              | 小木裕也           | 2025年7月20日 |
| 4    | 可以給我一點時間嗎      | 羽咲     | 菊池聰延 | 王易               | 梦润、孙振亮、王渝、毛缟斑、刘龙圣、太上 | 小木裕也           | 2025年7月27日 |
| 5    | 這是我的爸爸            | 山田靖智 | 菊池聰延 | 渡邊純央           | 岡野力也、Triple A、半扇門               | 岡野力也、代見裕美 | 2025年8月3日  |
| 6    | 我根本沒注意到！        | 羽咲     | 菊池聰延 | 花岡佑大、菊池聰延 | 、岡野力也、古賀誠、李周鉉               | 、岡野力也         | 2025年8月10日 |

### BD
| 卷數 | 發售日期           | 收錄集數     | 規格編號  |
| ---- | ------------------ | ------------ | --------- |
| 上   | 2025年10月29日預定 | 第1集—第6集  | KAXA-9101 |
| 下   | 2025年11月26日預定 | 第7集—第12集 | KAXA-9102 |

## 外部連結
- ComicWalker連載頁 （日語）
- 電視動畫官方網站 （日語）
- 電視動畫官方的X（前Twitter） （日語）